# La Demoiselle de magasin
La Demoiselle de magasin, dat ook bekend staat als Het winkelmeisje (Engels:The Shop Girl),  is een schilderij van James Tissot dat hij in de periode 1883-85 maakte. Sinds 1968 maakt het deel uit van de collectie van de Art Gallery of Ontario in Toronto.

## Voorstelling
Het schilderij laat een jonge vrouw zien die in een winkel staat waar linten en jurken verkocht worden. In haar ene hand houdt ze een ingepakt pakket met nieuw gekochte spullen vast. Met de andere houdt ze de deur van de winkel open zodat de toeschouwer kan vertrekken. De winkel ligt vol met stapels linten. Door de etalage is het drukke straatbeeld van Parijs zichtbaar. Een goed geklede man staart door het raam naar binnen en wordt begroet door het andere meisje in de winkel.
Tissot maakte het schilderij in zijn kenmerkende stijl van droge pigmenten en kleine penseelstreken. Hoewel de schilder niet tot de impressionisten behoort, wijkt zijn stijl toch sterk af van de academische kunst. Het schilderij weerspiegelt Tissots interesse in de materialistische wereld van luxe voorwerpen en kleding aan het einde van de negentiende eeuw. In deze periode kwam de confectiekleding op en kregen winkels etalages en winkelmeisjes. Het schilderij maakt gebruik van Tissots favoriete psychologische compositie uit deze periode: de toeschouwer rechtstreeks in het schilderij plaatsen. De schilder toont de moraal van zijn tijd zonder iets te verdoezelen of erover te oordelen.  
Het schilderij werd voor het eerst tentoongesteld in 1885 in de Galerie Sedelmeyer in Parijs. Het maakte deel uit van de tentoonstelling Quinze tableau sur la femme à Paris (Vijftien schilderijen over de vrouw van Parijs). Het was de laatste grote tentoonstelling voordat Tissot religieuze onderwerpen omarmde en de rest van zijn leven scènes uit de Bijbel schilderde. Het werk werd in 1968 geschonken aan de Art Gallery of Ontario.
Regina Haggo ziet dit schilderij als een weergave van nauwelijks beheerste lust. Op de vloer vormt een gevallen lint een duidelijke hartvorm. Voor Haggo maakt de positie van het hart op de vloer duidelijk dat dit een lagere vorm van verlangen is. De vrouwen zijn bescheiden gekleed, maar Tissot benadrukt hun figuren, vooral de borsten van de vrouw die haar armen opheft. In deze periode werd een vrouw die buitenshuis werkte als moreel twijfelachtig beschouwd. De loerende man en de blik van de kijker kunnen suggereren dat er meer dan alleen de kleding te koop is. De man buiten flirt misschien met het winkelmeisje, maar Haggo merkt op dat Tissot hem ontkrachtte door een vrouwentorso de zijne te laten overlappen.

## Afbeelding

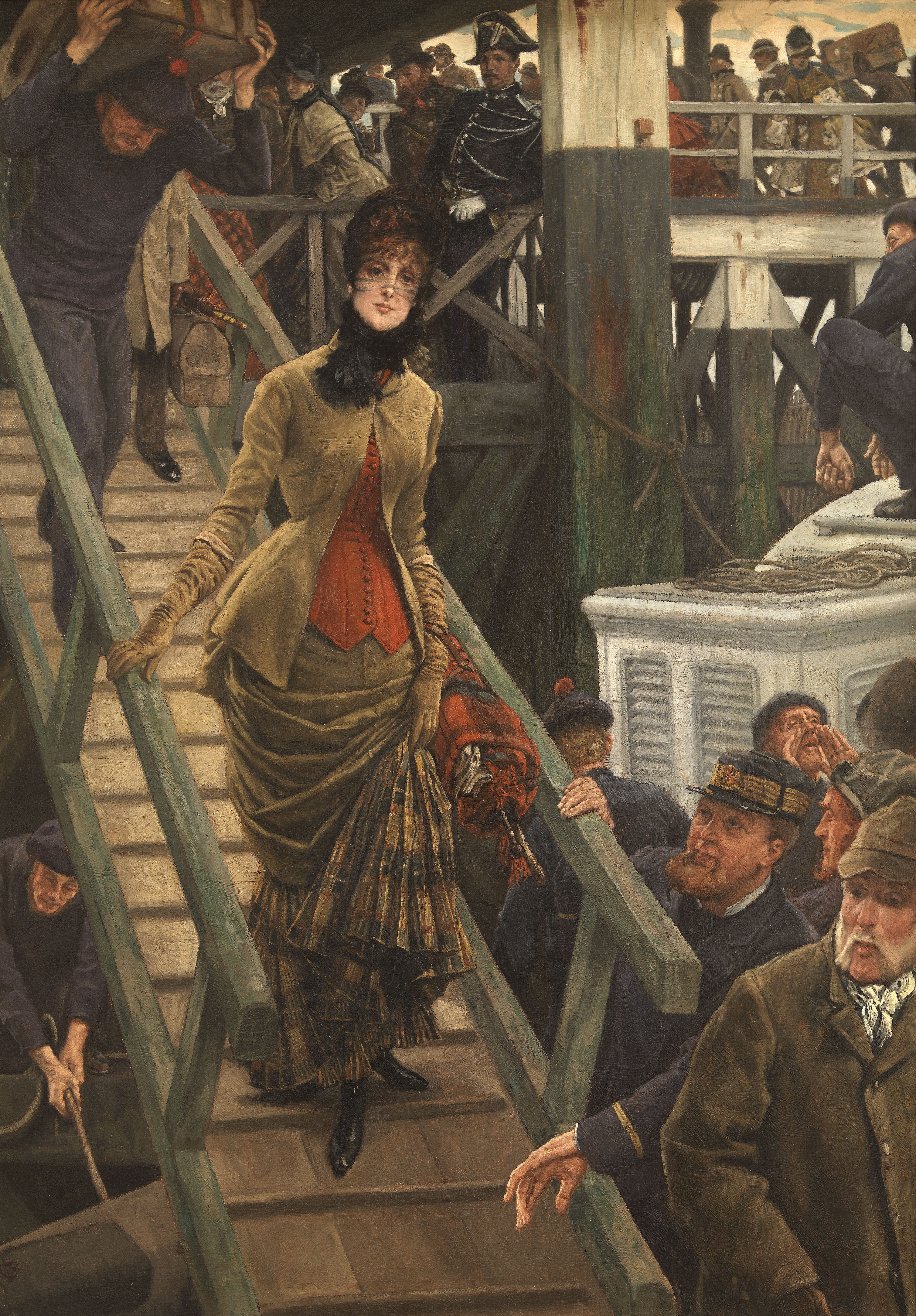
Inscheping in Calais een ander werk uit de serie Quinze tableau sur la femme à Paris